# Ophiarachnella paucispina
Ophiarachnella paucispina är en ormstjärneart som först beskrevs av Jean Baptiste François René Koehler 1905.  Ophiarachnella paucispina ingår i släktet Ophiarachnella och familjen Ophiodermatidae. Inga underarter finns listade i Catalogue of Life.